# AS Douanes
Association Sportive Douanes w skrócie AS Douanes – senegalski klub piłkarski, grający w pierwszej lidze, mający siedzibę w mieście Dakar, stolicy kraju.

## Historia
Swoje pierwsze mistrzostwo Senegalu AS Douanes wywalczył w 1993 roku, a w po tytuł mistrzowski sięgał jeszcze w latach 1997, 2006, 2007, 2008 i 2015. W swojej historii sześciokrotnie zdobywał Puchar Senegalu.

## Sukcesy
- 1. liga[1]:
  - mistrzostwo (6): 1993, 1997, 2006, 2007, 2008, 2015.

- Puchar Senegalu[2]:
  - zwycięstwo (6): 1986, 1997, 2002, 2003, 2004, 2005.
  - finał (2): 1995, 2007.

- Superpuchar  Senegalu[2]:
  - zwycięstwo (6): 2009, 2015.

## Występy w afrykańskich pucharach
| Sezon | Rozgrywki                 | Runda   | Kraj                     | Klub                     | Dom | Wyjazd |     |
| ----- | ------------------------- | ------- | ------------------------ | ------------------------ | --- | ------ | --- |
| 1987  | Puchar Zdobywców Pucharów | 1       | Wybrzeże Kości Słoniowej | ASEC Mimosas             | 2–0 | 1–4    | 3–4 |
| 1996  | Puchar Zdobywców Pucharów | 1       | Ghana                    | Accra Great Olympics FC  | –   | –      | –   |
| 1996  | Puchar Zdobywców Pucharów | 2       | Algieria                 | CR Belouizdad            | 0–0 | 0–2    | 0–2 |
| 1998  | Liga Mistrzów             | wstępna | Gambia                   | Wallidan FC              | 2–0 | 0–0    | 2–0 |
| 1998  | Liga Mistrzów             | 1       | Algieria                 | CS Constantine           | 2–1 | 0–0    | 2–1 |
| 1998  | Liga Mistrzów             | 2       | Maroko                   | Raja Casablanca          | 1–0 | 0–2    | 1–2 |
| 2003  | Puchar Zdobywców Pucharów | 1       | Mali                     | Cercle Bamako            | 0–2 | 0–1    | 0–3 |
| 2004  | Puchar Konfederacji       | 1       | Angola                   | GD Interclube            | 2–0 | 2–1    | 4–1 |
| 2004  | Puchar Konfederacji       | 2       | Kamerun                  | PWD Bamenda              | 3–0 | 2–2    | 5–2 |
| 2004  | Puchar Konfederacji       | 3       | Ghana                    | Accra Hearts of Oak SC   | 0–0 | 0–1    | 0–1 |
| 2005  | Liga Mistrzów             | wstępna | Mali                     | Djoliba Athletic Club    | 1–0 | 1–1    | 2–1 |
| 2005  | Liga Mistrzów             | 1       | Tunezja                  | Étoile Sportive du Sahel | 0–0 | 1–3    | 1–3 |
| 2006  | Puchar Konfederacji       | 1       | Algieria                 | ASO Chlef                | 1–0 | 0–0    | 1–0 |
| 2006  | Puchar Konfederacji       | 2       | Algieria                 | NA Hussein Dey           | 1–1 | 0–2    | 1–3 |
| 2007  | Liga Mistrzów             | wstępna | Mali                     | Stade Malien             | 2–0 | 2–1    | 4–1 |
| 2008  | Liga Mistrzów             | wstępna | Burkina Faso             | Commune FC               | 0–0 | 3–2    | 3–2 |
| 2008  | Liga Mistrzów             | 1       | Tunezja                  | Étoile Sportive du Sahel | 3–0 | 0–5    | 3–5 |
| 2009  | Liga Mistrzów             | wstępna | Sierra Leone             | Ports Authority FC       | 3–1 | 1–0    | 4–1 |
| 2009  | Liga Mistrzów             | 1       | Nigeria                  | Kano Pillars FC          | 1–1 | 0–0    | 1–1 |
| 2016  | Liga Mistrzów             | wstępna | Gwinea                   | Horoya AC                | 0–0 | 0–4    | 0–4 |

## Stadion
Domowe mecze klub rozgrywa na stadionie o nazwie Stade Demba Diop w Dakarze, który może pomieścić 15 000 widzów.